# Worldbeat
Na música popular, o termo worldbeat refere-se a qualquer estilo de música que funda pop, rock e/ou outras sonoridades não associadas a fontes tradicionais (fora das tradições folk, nos EUA, e celta, no Reino Unido, por exemplo) com world music ou música tradicional.
Geralmente, se diz que o worldbeat surgiu entre o começo e meados da década de 1980, quando artistas como David Byrne (Talking Heads), Peter Gabriel, Lizzy Mercier Descloux e Paul Simon começaram a incorporar influências musicais de todo o mundo em suas compoisções, especialmente da África e América Latina. Dentro de poucos anos, o worldbeat tornou-se um subgênero próspero dentro da música pop, que influenciou muitos músicos mais tradicionais (por exemplo, Kirsty MacColl, em seu álbum inspirado nos ritmos da América Latina, Tropical Brainstorm). Na década de 2000, as bandas indie como Gang Gang Dance, Yeasayer e Vampire Weekend foram influenciados pelo gênero. Alguns dos tipos mais comumente incorporadas de música folclórica incluem raï, samba, flamenco, tango, qawwali, highlife e raga.
Em Portugal, a partir da segunda metade da década de 2010, artistas como Branko, Conan Osiris, Pedro Mafama e Ana Moura destacaram-se no cenário worldbeat, especialmente na sua vertente mais eletrônica e/ou dançável.